# 아이제이아 토머스
아이제이아 로드 토머스 3세(영어: Isiah Lord Thomas III, 1961년 4월 30일 ~ )는 NBA 디트로이트 피스턴스에서 1981년부터 13 시즌 동안 포인트 가드로 활약해 온 농구 선수이다. 1988-89 시즌과 1989-90 시즌에 피스톤즈를 우승으로 이끌었으며, 선수 생활 은퇴 후에 토론토 랩터스 단장, 텔레비전 해설자, 인디애나 페이서스와 뉴욕 닉스의 감독을 지내왔다. 또한 NBA 위대한 50인 선수 중의 하나로 임명되었다. 2000년 농구 명예의 전당에 헌액되었다.

## 어린 시절과 대학 경력
시카고에서 태어나 일리노이주 웨스트체스터에 있는 세인트 조지프 고등학교에서 농구를 시작하기 시작한 토머스는 자신의 주니어 해에 모교를 주립 결승전으로 이끌었다. 1981년 인디애나 대학교 후지어스 팀에서 활약하면서 NCAA 국립 선수권 대회에 이끌어 토너먼트의 가장 두드러진 선수 상을 수상하였다. 자신의 2학년생 시즌에서 이 업적을 이룬 후, NBA 신인 선발 대회를 위한 자격을 얻었다.

## NBA 선수 경력

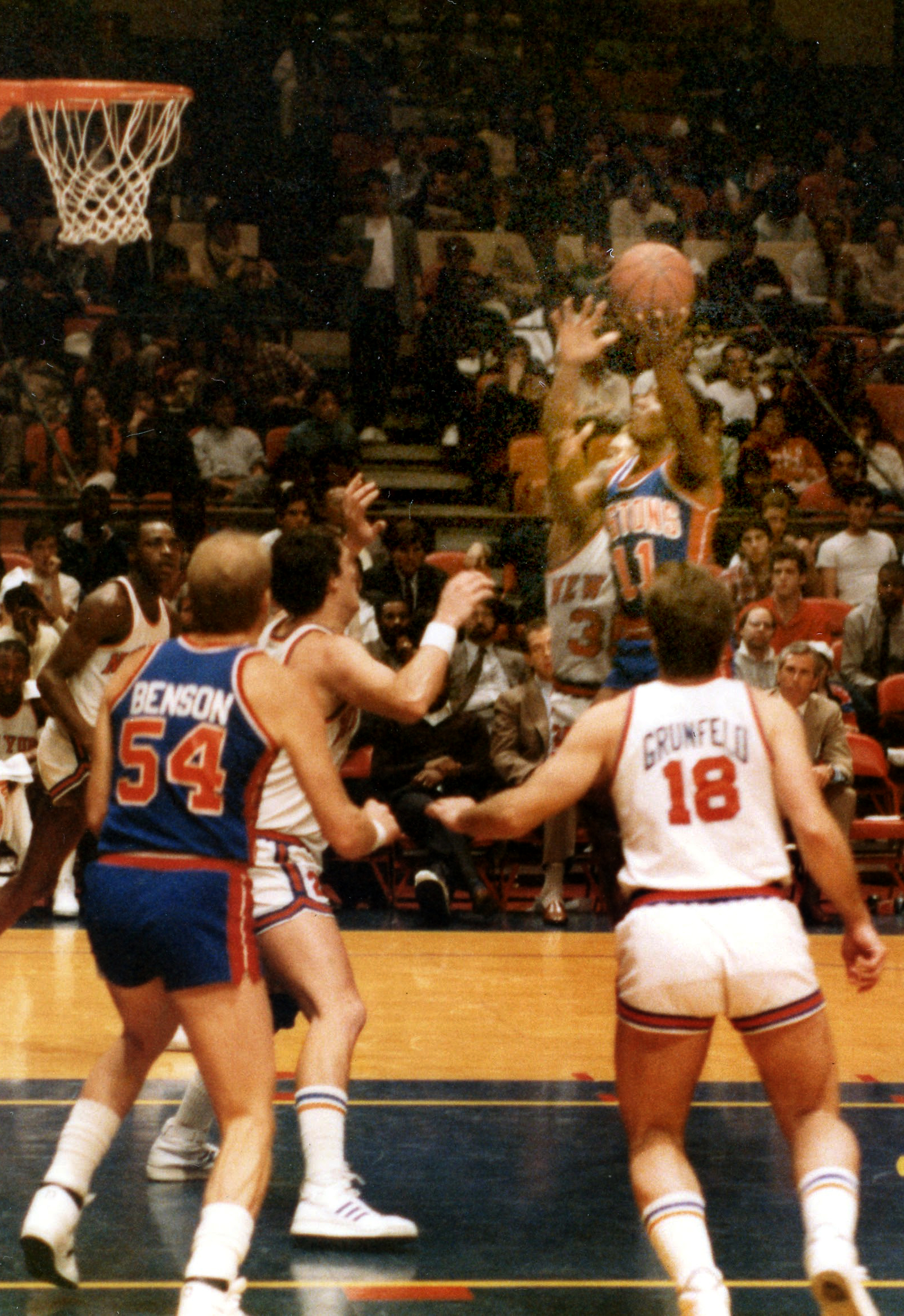
디트로이트 피스턴스 대 뉴욕 닉스 경기에서 (1985년)

1981년 디트로이트 피스턴스에 선발된 후, 피스턴스는 그에게 4년간 1.6백만 달러 계약을 맺었다. 토머스는 1982년 올루키 팀을 이루고 그해에 열린 올스타 경기에서 동부 컨퍼런스를 위하여 시작하였다.
1984년 플레이오프의 개막전에서 토머스와 피스턴스는 버나드 킹이 속한 뉴욕 닉스에 맞붙었다. 버나드 킹이 최고의 경기를 가질 동안에 토머스는 수준 이하의 활약을 가졌다. 경기가 끝나기 직전 남은 94초에서 16포인트를 득점하였다. 결국 닉스의 승리로 끝난다.
1985년 플레이오프에서 피스턴스는 래리 버드, 케빈 맥헤일, 로버트 패리시가 이끄는 15번의 NBA 챔피언 보스턴 셀틱스와 동부 컨퍼런스의 준결승전에서 만났다. 6시리즈의 경기들에서 셀틱스를 휘두르지 못하여 결국 패하고 말았다.
1987년 동부 컨퍼런스 결승전에서 다시 셀틱스와 맞붙었으며, 2개의 경기씩 셀틱스에 무승부를 거두었다. 5번째 경기에서 피스턴스의 우승 희망은 몇 초의 남은 시간이 버드에 의하여 진행되었다. 토머스가 빠르게 공을 귀향시키려 했으나 버드가 귀향 패스를 빼앗아 데니스 존슨에게 패스하여 다시 셀틱스의 승리로 끝났다.
1988년 피스턴스는 결승전에 처음으로 진출하여 매직 존슨, 제임스 워디, 카림 압둘-자바가 이끄는 로스앤젤레스 레이커스를 만났다. 레이커스가 3-2로 시리즈를 이끌면서, 피스톤즈는 6번째 경기에서 자신의 첫 NBA 타이틀을 이기려는 자세를 취하였다. 그 경기에서 토머스의 가장 영감을 주고 자신 방어의 순간이 보였다. 7번째 경기에서 토머스는 자신의 완전한 힘을 경쟁할 수 없게 되어 레이커스는 108-105로 승리하면서 두 번째의 타이틀을 얻었다.
1988-89 시즌에서 토머스와 팀 동료 선수들 조 듀마스, 데니스 로드맨, 빌 레임비어, 존 샐리 등은 자신의 팀을 당시 특권 기록 63-19로 이끌었다. 자신들이 팀의 "나쁜 녀석들"이란 별명으로 알려진 후 플레이오프로 다시 피스톤즈를 이끌었다. 처음에 셀틱스를 꺾고나서, 동부 컨퍼런스 결승전에서 시카고 불스를 꺾은 후 다시 결승전에서 레이커스와 만났다. 레이커스를 4개의 경기에서 쓸어버린 후에 첫 우승을 차지한 피스톤즈는 다음 시즌의 결승전에서도 포틀랜드 트레일블레이저스를 꺾고 우승한다. 1990년 결승전에서 한 경기에 득점 27.6 포인트, 도움 7.0, 리바운드 5.2를 평균하면서 MVP로 선정되었다. 피스톤즈는 1991년과 1993년 사이에 좋은 경기를 가졌으나, 번영하는 불스에 의하여 그늘지고 말아 결승전에 진출하지 못하였다. 나이와 병이 든 토머스는 1993-94 시즌의 말기에 자신의 경력을 끝내기로 결정하였으나 1994년 4월에 그의 아킬레스건이 갈라져 1달 전에 은퇴하는 신세가 되었다.

## NBA 이후의 경력

### 토론토 랩터스
은퇴 후 그의 11번 저지는 피스톤즈의 영구 결번으로 남아있다. 그 후에 토머스는 1994년부터 토론토 랩터스의 확장을 위한 부총장이 되었다. 1998년 특권의 지도와 자신의 미래 책임들에 새 경영과 논쟁 후에 랩터스를 떠났다. 그의 4년 보유 기간 동안에 랩터스는 데이먼 스타우더마이어, 마커스 캠비와 고등학생 트레이시 맥그래디를 선발하였다.

### 방송
랩터스를 떠난 후에 NBC의 NBA 텔레비전 해설자가 되었다. 또한 함께 진행하던 밥 코스타스와 더그 콜린즈와 함께 3인 시청실에 일하기도 하였다.

### CBA
1998년부터 2000년까지 토머스는 콘티넨탈 농구 협회(CBA)의 소유자가 되었다. 그는 CBA를 10만 달러에 구입하였고 2001년 이 단체는 NBA 총장 데이비드 스턴이 CBA를 대신하여 NBDL을 창조하기록 결정한 후에 파산에 이르렀다. 많은 CBA의 감독을이 단체의 실패에 토머스를 비난하고, 그릇된 단속을 인용하였다.

### 페이서스 감독
CBA의 실패 후에 토머스는 2000년부터 2003년까지 래리 버드의 뒤를 이어 인디애나 페이서스의 감독이 되었다. 그는 저메인 오닐, 자말 틴즐리, 앨 해링턴, 제프 포스터 같은 젊은 재능을 가져오기 시도하였다. 토머스의 감독 아래 페이서스는 노련적 지배와 경험된 플레이오프에서 젊고 더 경험이 없는 팀으로 변천을 통하면서 엘리트 레벨에 머물 수 없었다. 토머스의 페이서스 첫 2개의 시즌에서 팀은 NBA 결승전에 진출되었던 필라델피아 세븐티식서스와 뉴저지 네츠에 의하여 첫 라운드에서 배제되었다.
그의 마지막 감독 해에 토머스는 페이서스를 정식 시즌에서 48-34로 이끌었고 2003년 NBA 올스타 경기에서 동부 컨퍼런스 팀을 감독하였다. 3번째 시드를 하면서, 페이서스는 셀티 6번째 시드를 벌인 보스턴 셀틱스에게 플레이오프 첫 라운드에서 배제되었다. 오닐, 해링턴, 틴즐리의 활기를 띤 재능들과 레지 밀러의 베테랑 지도력과 함께 토머스의 코치로서 비경험적으로부터 페이서스의 실현되지 않은 가능의 작용이 존재하였다. 오프시즌에 버드가 페이서스에 농구 작전의 회장으로 돌아오면서 토머스는 릭 칼리슬리에 의하여 교환되었다.

### 닉스 감독
2003년 12월 22일 뉴욕 닉스는 토머스를 농구 작전의 회장으로 고용하였다. 토머스는 닉스 출성부와 함께 최후적으로 성공하지 못 하였다. 2005-06 시즌의 말기에 닉스는 리그의 최고 급료 지불 명부와 두 번째 최악의 기록을 가졌다.
2006년 6월 22일 닉스는 감독 래리 브라운을 면직시키고 토서스를 감독으로 임명하면서 그가 증거적 활성을 보이느냐 혹은 면직 다하느냐에 내기를 걸었다.
2007년 신인 선수 선발에서 스티브 프랜시스와 채닝 프라이를 위하여 포틀랜드 트레일블레이저스에서 온 재크 랜돌프, 프레드 존스, 댄 디카우를 획득하면서 토머스는 또 다른 매매를 만들었다.
또한 제롬 제임스와 재러드 제프리스 같은 노래하는 주변 선수들에 의하여 완전 중간 레벨 제외 계약으로 닉스의 월급 문제를 합성하기도 하였다.
2008년 4월 2일 도니 월시는 닉스의 농구 작전 회장에 토머스를 대신하여 소개되었다. 닉스가 59번 패배의 특권 기록을 남겨 자신들의 시즌을 끝낸 후에 토머스는 다음 시즌에 닉스의 감독으로 돌아오지 않겠다는 선언을 하였다.

### 플로리다 국제 대학교 감독
2009년 4월 14일 토머스는 플로리다 국제 대학교 농구 팀이 5개의 패배 시즌 후에 세르기오 로우코를 대신하여 팀의 총감독이 되는 제공을 받아들였다.
2010년 8월 6일 자신의 플로리다 국제 대학교 첫 시즌에 7-25의 기록을 세운 후, 토머스는 팀의 총감독 직을 지키면서 뉴욕 닉스의 상담인이 되겠다는 선언을 하였다. 8월 11일 반전에서 두가지 직의 유지가 법률에 의하여 NBA를 위반하는 이유로 닉스와 일을 하지 않겠다고 밝혔다.
플로리다 국제 대학교의 두 번째 시즌을 11-19의 기록과 함께 끝냈다.